# Ange N'Guessan
Koko Ange Mariette Christelle N'Guessan (Abidjan, 18 novembre 1990) è una calciatrice ivoriana, attaccante del Granadilla Tenerife e della nazionale ivoriana.

## Carriera

### Club
Dopo aver giocato all'inizio della carriera in Costa d'Avorio, vestendo dal 2008 la maglia del Omness de Dabou, nel 2015 si trasferisce in Lituania, a Šiauliai, cogliendo l'opportunità offertale dal Gintra Universitetas per giocare nella A Lyga moterų, il massimo livello del campionato di calcio femminile lituano. Grazie alla conquista del precedente campionato ha l'occasione di confrontarsi nelle qualificazioni alla UEFA Women's Champions League 2015-2016 dove la squadra è inserita nel gruppo 7 con le gallesi del Cardiff Metropolitan, le irlandesi del Wexford Youths e le polacche del Medyk Konin. In questa fase il 13 agosto 2015 va a segno nella partita con cui il Gintra Universitetas si impone sul Cardiff Metropolitan per 5-1, siglando al 66' la rete del parziale 3-1.
Dopo una stagione disputata tra le file del Barcellona, nell'estate 2017 si è trasferita al Granadilla Tenerife.

### Nazionale
N'Guessan viene selezionata per vestire la maglia della nazionale ivoriana durante le fasi di qualificazione all'edizione 2010 del campionato africano femminile di calcio, che nella sua fase finale determina anche l'accesso al Mondiale di Germania 2011, mettendosi in luce segnando la rete con cui il 23 maggio 2010 al 78' accorcia le distanze nella partita persa per 1-2 con la Nigeria. Alla conclusione della fase eliminatoria la Costa d'Avorio non riesce ad accedere però alla fase finale.
In seguito è nuovamente inserita in rosa nella formazione che partecipa alle qualificazioni al campionato africano 2012 e che riesce a qualificarsi per la fase finale dove viene inserita nel Groppo B con Camerun, Etiopia e Nigeria. In quest'ultima N'Guessan sigla al 53' la rete del parziale 4-0 sull'Etiopia, incontro giocato in Guinea Equatoriale il 29 ottobre 2012 all'Estadio de Bata, Bata, e conclusosi per 5-0 per le ivoriane. Questa fu l'unica vittoria ottenuta dalla Costa d'Avorio.
N'Guessan, oramai stabilmente in rosa, viene chiamata anche per le qualificazione all'edizione 2014 del campionato africano, fase che determina anche l'accesso al Mondiale di Canada 2015. Superate le qualificazioni a spese della Guinea Equatoriale, inserita nel Gruppo A riesce ad ottenere il secondo posto dietro la Nigeria e l'accesso alle semifinali. Battuta dal Camerun, la nazionale ivoriana riesce a superare il Sudafrica nella finale per il terzo posto ed ottenere la storica qualificazione della Costa d'Avorio ad un campionato mondiale femminile di calcio.
Data l'altezza di soli 140 cm, N'Guessan risulta la calciatrice più bassa del torneo, cosa che non le impedisce comunque di andare a segno contro la Thailandia durante la fase a gironi.

## Palmarès
- Campionato lituano: 1

Gintra Universitetas: 2015